# Ellen Barkin
Pour les articles homonymes, voir Ellen.
Ellen Barkin est une actrice américaine, née le 16 avril 1954 à New York. Elle se révèle dans le film Diner (1982) et, au cours des années suivantes, elle joue dans des films tels que Tendre Bonheur (1983), Eddie and the Cruisers (1983), Les Aventures de Buckaroo Banzaï à travers la 8e dimension (1984), Big Easy : Le Flic de mon cœur (1986), Johnny Belle Gueule et Mélodie pour un meurtre (tous deux en 1989).
Elle est nomminée aux Golden Globes de la meilleure actrice, en 1991, pour son rôle principal dans le film Dans la peau d'une blonde. Les films qu'elle tourne par la suite sont les suivants : Man Trouble, Le Cheval venu de la mer (tous deux en 1992), Blessures secrètes (1993), Duo mortel, Wild Bill (tous deux en 1995), Le Fan (1996), Las Vegas Parano (1998), Belles à mourir (1999), Crime + Punishment (2000), Palindromes (2004), Chassé-croisé à Manhattan (2005), Ocean's Thirteen (2007), L'Élite de Brooklyn (2009) et The Cobbler (2014).
En 1998, Ellen Barkin reçoit un Primetime Emmy Award pour sa prestation dans le téléfilm Before Women Had Wings (en). En 2011, elle reçoit le Tony Award de la meilleure actrice dans une pièce de théâtre pour ses débuts au théâtre à Broadway dans The Normal Heart. De 2016 à 2019, elle tient le rôle principal de Janine « Smurf » Cody dans la série dramatique Animal Kingdom. De  2012 à  2013, elle tient le rôle principal de Jane Forrest dans la sitcom The New Normal.

## Biographie

### Jeunesse, enfance & débuts
Ellen Rona Barkin naît le 16 avril 1954 dans le Bronx à New York.

### Vie privée
Elle a été l'épouse de l'acteur Gabriel Byrne de 1988 à 1999. Ensemble ils ont deux enfants : Jack Daniel (né en 1989) et Romy Marion (née en 1992). Ellen Barkin a également été la compagne de l'acteur Johnny Depp en 1994.
Elle fut également mariée au magnat américain milliardaire Ronald Perelman de 2000 à 2006. Leur divorce fut l'occasion d'une véritable bataille au sujet de la pension alimentaire devant être versée à l'actrice, estimée à 60 millions de dollars.

## Filmographie

### Cinéma
- 1978 : Faut trouver le joint (Up in Smoke) de Lou Adler : la femme jouant de la guitare
- 1982 : Diner de Barry Levinson : Beth Schreiber
- 1983 : Tendre Bonheur (Tender Mercies) de Bruce Beresford : Sue Anne
- 1983 : Daniel de Sidney Lumet : Phyllis Isaacson
- 1983 : Enormous Changes at the Last Minute d'Ellen Hovde : Virginia
- 1983 : Eddie and the Cruisers de Martin Davidson : Maggie Foley
- 1984 : L'Affrontement (Harry & Son) de Paul Newman : Katie Wilowski
- 1984 : Les Aventures de Buckaroo Banzaï à travers la 8e dimension (The Adventures of Buckaroo Banzai Across the 8th Dimension) de W. D. Richter : Penny Priddy
- 1985 : Mort par ordinateur (Terminal Choice) de Sheldon Larry : Mary O'Connor
- 1986 : Desert Bloom d'Eugene Corr : Aunt Starr
- 1986 : Down by Law de Jim Jarmusch : Laurette
- 1987 : Big Easy : Le Flic de mon cœur (The Big Easy) de Jim McBride : Anne Osborne
- 1987 : Bienvenue au Paradis (Made in Heaven) d'Alan Rudolph : Lucille
- 1987 : Siesta de Mary Lambert : Claire
- 1989 : Johnny Belle Gueule (Johnny Handsome) de Walter Hill : Sunny Boyd
- 1989 : Mélodie pour un meurtre (Sea of Love) de Harold Becker : Helen Cruger
- 1991 : Dans la peau d'une blonde (Switch) de Blake Edwards : Amanda Brooks
- 1992 : Le Cheval venu de la mer (Into the West) de Mike Newell : Kathleen
- 1992 : Man Trouble de Bob Rafelson : Joan Spruance
- 1992 : Mac de John Turturro : Oona Goldfarb
- 1993 : Blessures secrètes (This Boy's Life) de Michael Caton-Jones : Caroline Wolff Hansen
- 1995 : Duo mortel (Bad Company) de Damian Harris : Margaret Wells
- 1995 : Wild Bill de Walter Hill : Calamity Jane
- 1996 : Le Fan (The Fan) de Tony Scott : Jewel Stern
- 1996 : Mad Dogs (Mad Dog Time) de Larry Bishop : Rita Everly
- 1998 : Las Vegas Parano (Fear and Loathing in Las Vegas) de Terry Gilliam : Serveuse au North Star Cafe
- 1999 : Belles à mourir (Drop Dead Gorgeous) de Michael Patrick Jann : Annette Atkins
- 1999 : The White River Kid d'Arne Glimcher : Eva Nell La Fangroy
- 2000 : Crime + Punishment (Crime and Punishment in Suburbia) de Rob Schmidt : Maggie Skolnick
- 2000 : Amours mortelles (Mercy) de Damian Harris : Détective Catherine Palmer
- 2001 : Attraction animale (Someone Like You...) de Tony Goldwyn : Diane Roberts
- 2004 : She Hate Me de Spike Lee : Margo Chadwick
- 2004 : Palindromes de Todd Solondz : Joyce Victor
- 2005 : Chassé-croisé à Manhattan (Trust the Man) de Bart Freundlich : Norah
- 2007 : Ocean's Thirteen de Steven Soderbergh : Abigail Sponder
- 2010 : Twelve de Joel Schumacher : Mère de Jessica
- 2010 : L'Élite de Brooklyn (Brooklyn's Finest) d'Antoine Fuqua : Agent Smith
- 2010 : Le Caméléon de Jean-Paul Salomé : Kimberly Miller
- 2010 : Opération Endgame de Fouad Mikati : L'Impératrice
- 2011 : Another Happy Day de Sam Levinson : Lynn
- 2014 : Hands of Stone de  Jonathan Jakubowicz : Stephanie Arcel
- 2014 : The Cobbler de Thomas McCarthy : Elaine Greenawalt
- 2022 : The Man from Toronto de Patrick Hughes
- 2023 : Gangsters par alliance (The Out-Laws) de Tyler Spindel : Lilly McDermott

### Télévision

#### Séries télévisées
- 2012 : Modern Family : Mitzy Roth
- 2012-2013 : The New Normal : Jane Foster
- 2016-2019 : Animal Kingdom : Janine "Smurf" Cody
- 2023 : Poker Face

#### Téléfilms
- 1981 : Kent State (en)
- 1981 : We're Fighting Back : Chris Capoletti
- 1982 : Parole : Donna
- 1984 : The Princess Who Had Never Laughed : Princesse Henrietta
- 1984 : Terrible Joe Moran : Ronnie
- 1986 : Act of Vengeance : Annette Gilly
- 1997 : Les Ailes de l'amour (Before Women Had Wings) : Gloria Marie Jackson
- 1988 : Clinton and Nadine de Jerry Schatzberg : Nadine Powers
- Pokerface S1épisode 6

## Distinctions

### Récompenses
- Primetime Emmy Awards 1998 : meilleure actrice dans une mini-série ou un téléfilm pour Les Ailes de l'amour
- Satellite Awards 1998 : meilleure actrice dans une mini-série ou un téléfilm pour Les Ailes de l'amour

### Nominations
- Golden Globes 1992 : meilleure actrice dans un film musical ou une comédie pour Dans la peau d'une blonde
- Golden Globes 1998 : meilleure actrice dans une mini-série ou un téléfilm pour Les Ailes de l'amour

## Voix françaises
En France, Marie Vincent est celle qui a le plus doublé Ellen Barkin. Ces dernières années, elle a aussi été doublée par Josiane Pinson et Blanche Ravalec à deux reprises chacune.